# Quamtana nandi
Quamtana nandi är en spindelart som beskrevs av Huber 2003. Quamtana nandi ingår i släktet Quamtana och familjen dallerspindlar. Inga underarter finns listade i Catalogue of Life.